# Битва при Карпи
Битва при Карпи (нем. Schlacht bei Carpi) — сражение, состоявшееся 9 июля 1701 года у местечка Карпи у Леньяго в Северной Италии в ходе войны за испанское наследство между французской и австрийской армиями. Австрийская армия под командованием принца Евгения Савойского рядом отвлекающих маневров заставила командующего французской армией маршала Катина ослабить позиции на левом фланге, чем и воспользовался противник, нанеся удар превосходящими силами. Понеся большие потери, французская армия была вынуждена отступить с поля боя, после которого начать общее отступление. После этого боя маршал Катина был заменен маршалом Вильруа на посту главнокомандующего.

## Перед сражением

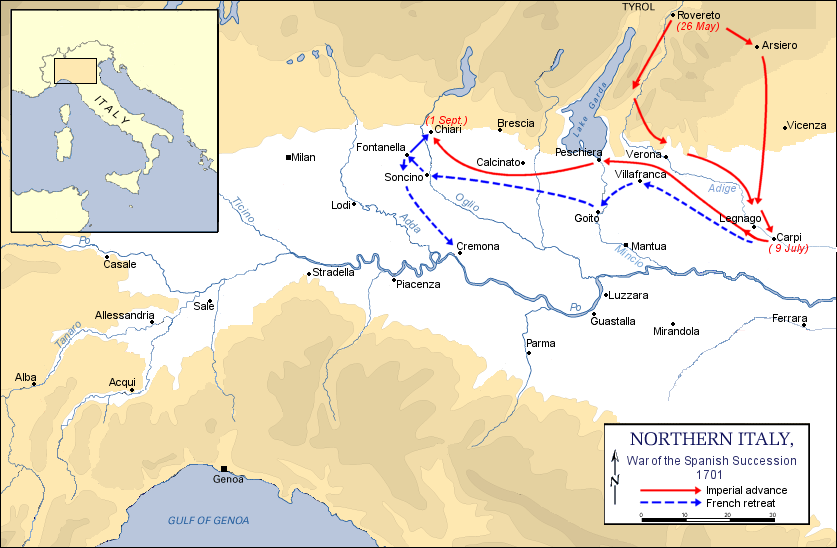
Кампания 1701 года в Италии

В начале кампании 1701 года принц Евгений Савойский принял командование над австрийской армией в Италии общей численностью около 29 000. 20 мая он прибыл в Ровередо и, несмотря на то, что значительная часть войска ещё не подоспела, решился тотчас начать наступательные действия. Французская армия, несколько превосходящая числом, под командованием маршала Катина в середине апреля овладела без сопротивления крепостью Мантуя и стала на позицию за рекой Адидже (Эчь) от Риволи-Веронезе до Сан-Пьетро-ди-Линьяго. Принц Евгений, найдя горы вдоль обоих берегов Гардского озера неприступными, а позицию при Риволи, занятую превосходящими силами, решился, несмотря на значительные местные препятствия, сойти в Веронскую долину через горы, идущие вдоль левого берега Адидже. Чтобы обмануть неприятеля насчет своих намерений, он послал генерала графа Гуттенштейна с 4000 человек вперед к горе Монтебальдо, между тем как сам с пехотой через Пери и долину Вальфреддо достиг высот при Бреонио, откуда угрожал тылу неприятельской позиции на Монтебальдо. В то же самое время его конница, составлявшая по обычаю того времени более половины его войска, двинулась через долину Вальдуга, Схио, Мало и Монтебелло к Колонье. Когда она ушла довольно далеко вперед, принц сошел через долину Валь-Пантена к Вероне. Часть конницы под командованием Пальфи достигла 13 июня Кастельбальдо на Адидже, где тотчас стали наводить мост. 29 июня авангард стал переправляться через канал Бьянко при Кастель Сан-Гульельмо, а 1000 человек конницы под командованием Вобонна перешли при Лаго Скуро и Палантоне через реку По, чтобы угрожать с этой стороны неприятелю. Главные силы между тем шли из Вероны через Арколе, Бевилаква, Кастельбальдо, так, что всегда первый эшелон сменялся последующим в оставленном первым лагере. До 4 июля большая часть войска перешла Бьянко и Адидже и собралась между этой рекой и По, в лагерях при Сан-Джульельмо и Делле Бекарие. В этот день принц Евгений приказал навести мост через По при Оккиобелло.
Катина до сих пор не разгадал ни одного из действий принца. В беспрерывной неизвестности войско его было рассеяно вдоль Адидже, обессиливалось беспрерывным наблюдением за этой рекой и бесконечными переходами. Когда начали наводить мост при Оккиобелло, маршал уже не сомневался в том, что принц поведет свою армию через По, потому что чрезвычайно затруднительная местность между По и Адидже ниже Леньяго и Остильи, казалось, не позволяла осуществить нападение с этой стороны, а все указывающие дотоле на это меры были только демонстрациями. Поэтому Катина приказал части своего войска перейти при Остилии через По и занять позицию у Стеллата. Он осмотрел лагеря при Санпьетро ди Леньяго и Карпи и, так как все рекогносцировки указывали на беспрерывное движение противника к реке По, то он все большую и большую часть войска направлял к Остилии. 8 июля Катина сам отправился туда с намерением переправить свои главные силы через По и у Панаро встать напротив принца Евгения. Левое французское крыло у Адидже он ослабил настолько, что у генерала Сен Фремона при Карпи осталось только 2 полка конницы и 3 полка драгун, всего около 1200 человек. В Кастаньяро окопалось около 300 человек пехоты. Таким образом принц Евгений блистательно решил одну из труднейших задач: там, где он, казалось, делал демонстрацию, было приготовлено настоящее нападение, а на мнимой точке нападения была произведена демонстрация. Даже в австрийской армии были уверены, что он обратится к По, как вдруг, перед наступлением ночи 8 июня он отдал приказ стоявшим уже в готовности войскам (всего около 12 000 человек) приказание двинуться.

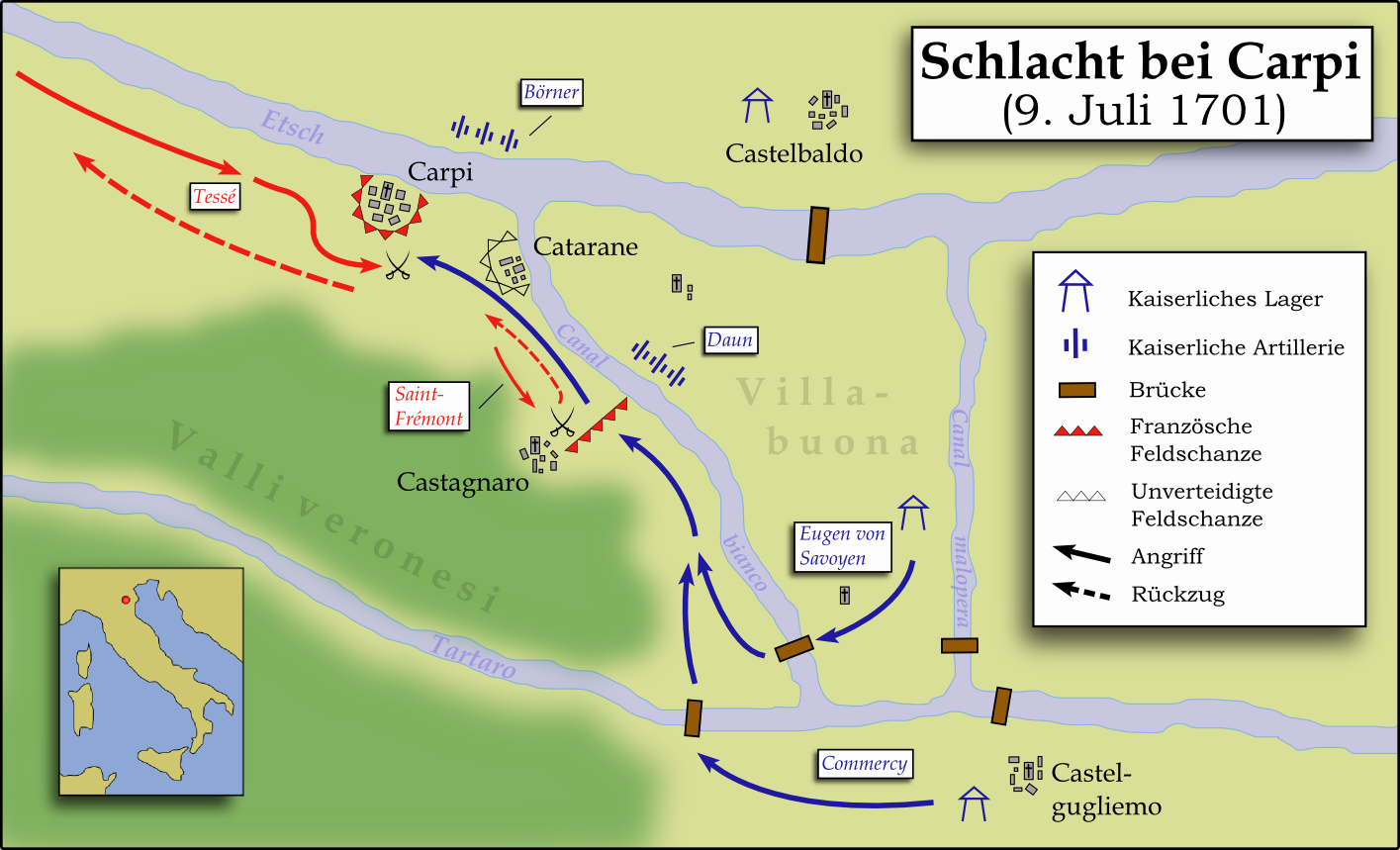

Это открыло наконец тайну. От Кастель Гульельмо по плотине вдоль канал Бьянко и реки Тартаро, пошла 1-я колонна (сам принц Евгений с 2 пешими, 6 конными полками и 20 орудиями), направилась к мосту через Тартаро, который был наведен близ Пассо-дельи-Джезуити и для чего уже несколько дней стояли суда в готовности на канале Малонери. Принц Коммерси и генерал Пальфи выступили из лагеря при Беккарии со 2-й колонной (2 пехотных и 5 конных полков) и пошли на Треченто, где они навели другой мост. Обе колонны пришли почти в одно время около 3-х часов утра к реке Тартаро. Полковник граф Даун с пехотой, стоявшей при Кастельбальдо, перешел ночью на остров Вилла-Нуова с назначением наблюдать за противником и при условии, что последний узнает о наведении моста и воспрепятствует его наведению, должен будет немедленно напасть на того с тыла. Генералу Бернеру было поручено послать графу Дауну 20 орудий по плотине, через канал Бьянко. С остальным же войском ему было приказано встать выше Кастельбальдо на плотине Адидже и стрелять по неприятелю, если тот пойдет вперед для подкрепления своего левого фланга при Карпи. Неприятель, однако, не получил об этом никакого известия, и мосты были закончены без какого-либо препятствия.

## Ход сражения
9 июля с рассветом французское левое крыло, несмотря на храброе сопротивление и полученное подкрепление, было прогнано из Кастаньяро и вынуждено было отступить на Карпи, где его приняла вся конница генерала Сен-Фремона, коему на помощь прибыл еще генерал-лейтенант граф Тессе с частью своей конницы из Леньяго. Принц Евгений ненадолго остался в Кастаньяро, чтобы дать время главному корпусу подойти. Когда тот приблизился, принц отдал приказ передовому отряду выступить на Карпи. Австрийцы были удерживаемы в своем марше рвами, рисовыми полями, болотами и кустами так, что их горизонт ограничивался 50 шагами. Линия фронта была потеряна, кирасирский полк Нейбурга подался слишком вперед, и на него со всех сторон напали превосходящие неприятельские силы. Несколько рот пехоты и кирасирский полк Водемона спасли его из этого опасного положения. Австрийцы сражались с величайшей храбростью: неприятель был опрокинут, выгнан из Карпи и преследуем в величайшем беспорядке до Вилла Бартоломеи, куда только что прибыл корпус Тессе из Леньяго. Он также в расстройстве ретировался до этого места. Имперские войска перед наступлением ночи встали на позицию перед Карпи. Французы потеряли до 600 человек. Австрийцев было только 40 человек убитыми и 50 ранеными, но среди них был принц Евгений, получивший ранение в колено и потерявший убитыми под ним двух лошадей.